# Большеглаз
Большеглаз, или эпигонус-телескоп (лат. Epigonus telescopus), — вид лучепёрых рыб из семейства большеглазовых (Epigonidae).

## Описание

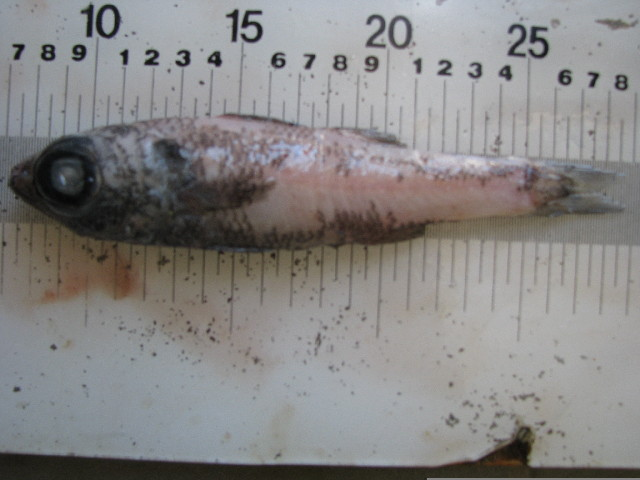

Большеглаз — рыба с большими глазами, тупым рылом и слегка выступающей нижней челюстью. Два спинных плавника,  содержит семь-восемь жёстких и девять-одиннадцать мягких лучей. Анальный плавник имеет два жёстких и девять мягких лучей. Общая окраска этой рыбы пурпурно-коричневая или чёрная, а живые особи радужные. Эпигонус-телескоп может достигать до 75 см в длину, хотя большинство экземпляров не превышают 55 см. Сообщается, что этот вид может дожить до 104 лет.

## Распространение и среда обитания
Обитает на глубинах от 75 до 1200 м (в основном между 300 и 800 м).
Глубоководная бентическая рыба, которая водится на континентальных склонах, подводных хребтах и подводных горах в северной части Атлантического океана, от Исландии до Канарских островов и подводных гор Корнер-Райз. Он также встречается в юго-восточной части Атлантического океана, включая Китовый хребет у юго-запада Африки, в Индийском океане и в юго-западной части Тихого океана.

## Взаимодействие с человеком
Является объектом промышленного промысла, в основном у подводных гор. Согласно статистике рыболовства ФАО, годовой вылов во всем мире составлял от 1355 до 4353 тонн в 2000—2009 годах, причем большая часть рыбы вылавливалась в юго-западной части Тихого океана (рыболовный район ФАО 81).